# 高崎電気館
高崎電気館（たかさきでんきかん、Takasaki Denkikan）は、群馬県高崎市にあった映画館。1913年に高崎市初の常設映画館として開館。映画館としては2001年に閉館したが、2014年には高崎市地域活性化センターという形態で再開館した。

## 沿革
- 1913年 - 常設映画館電気館開館
- 1929年 - 火災により焼失、同年中に新築して再開館
- 1966年 - 現在の建物に移って高崎大映電気館に名称変更
- 1971年 - 高崎松竹電気館に名称変更
- 1989年 - 高崎電気館に名称変更
- 2001年 - 閉館
- 2014年 - 高崎市地域活性化センター「高崎電気館」開館

## データ
- 所在地 : 群馬県高崎市柳川町31[3]
- アクセス : JR東日本高崎駅から徒歩15分[3]
- 座席数
  - 1966年以前 : 535席[4]
  - 1966年 - 1989年 : 473席[4]
  - 1989年 - 2001年 : 電気館1 473席、電気館2 70席[4]
  - 2014年 - : 映画館 256席[5]、研修室 70席[3]

## 歴史

### 高崎の劇場史

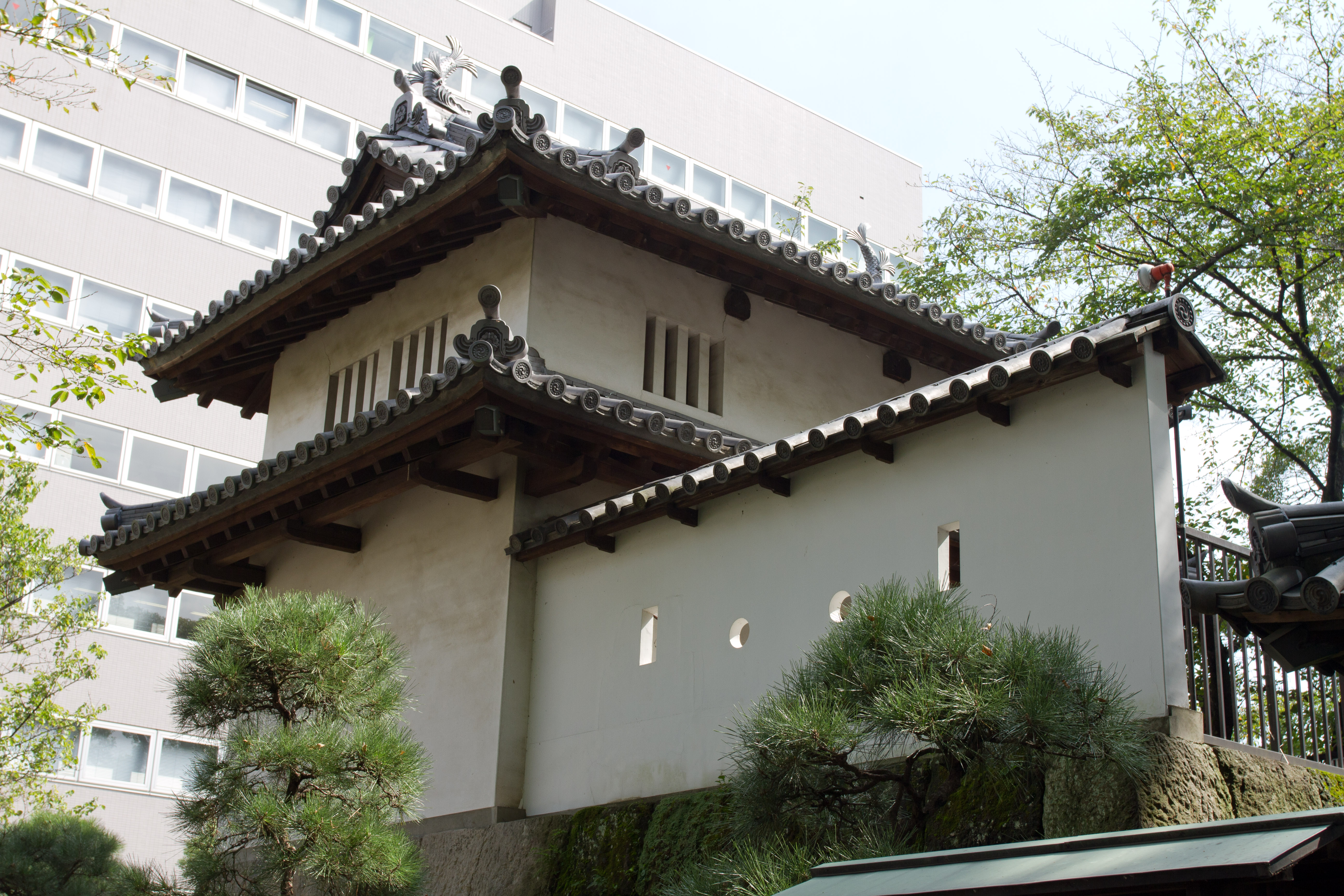
高崎城の乾櫓

江戸時代の高崎藩は武道を重んじる精神が強く、領内住民は歌舞音曲や手踊りなどの娯楽を許されなかった。文久2年（1862年）には芝居や相撲などで財政を賄おうとした新町の町民総代らが入牢や罰金などを受ける「お伝馬事件」が起こっている。慶応2年（1866年）には取り締まりが緩和され、1869年（明治2年）には芝居などが正式に許可されている。同年には芝居小屋の坂東座が開館し、1872年（明治5年）の焼失・再建後には岩井座と名称を変更した。
明治初頭には藤守座も開館し、1880年（明治13年）の焼失後には新紺屋町（後のオリオン座の場所）に移転した。岩井座は移転・高盛座への改称・焼失などを経て、1908年（明治41年）には東京・銀座の歌舞伎座を模した群馬県下最大の劇場を建築している。
1899年（明治32年）には東京の広目屋本店が主催して、高盛座で高崎市初の映画（活動写真/バイタスコープ）の上映が行われた。芸者の舞踊や国内外の風景映像などが上映され、連日満員の会場からは初めて見る「動く写真」に拍手喝采が起こったという。1900年（明治33年）には東京相撲高崎場所の様子が活動写真として撮影され、梅ヶ谷 (2代)、小錦 (初代)、常陸山などの取組が撮影された。

### 高崎電気館(1913-2001)

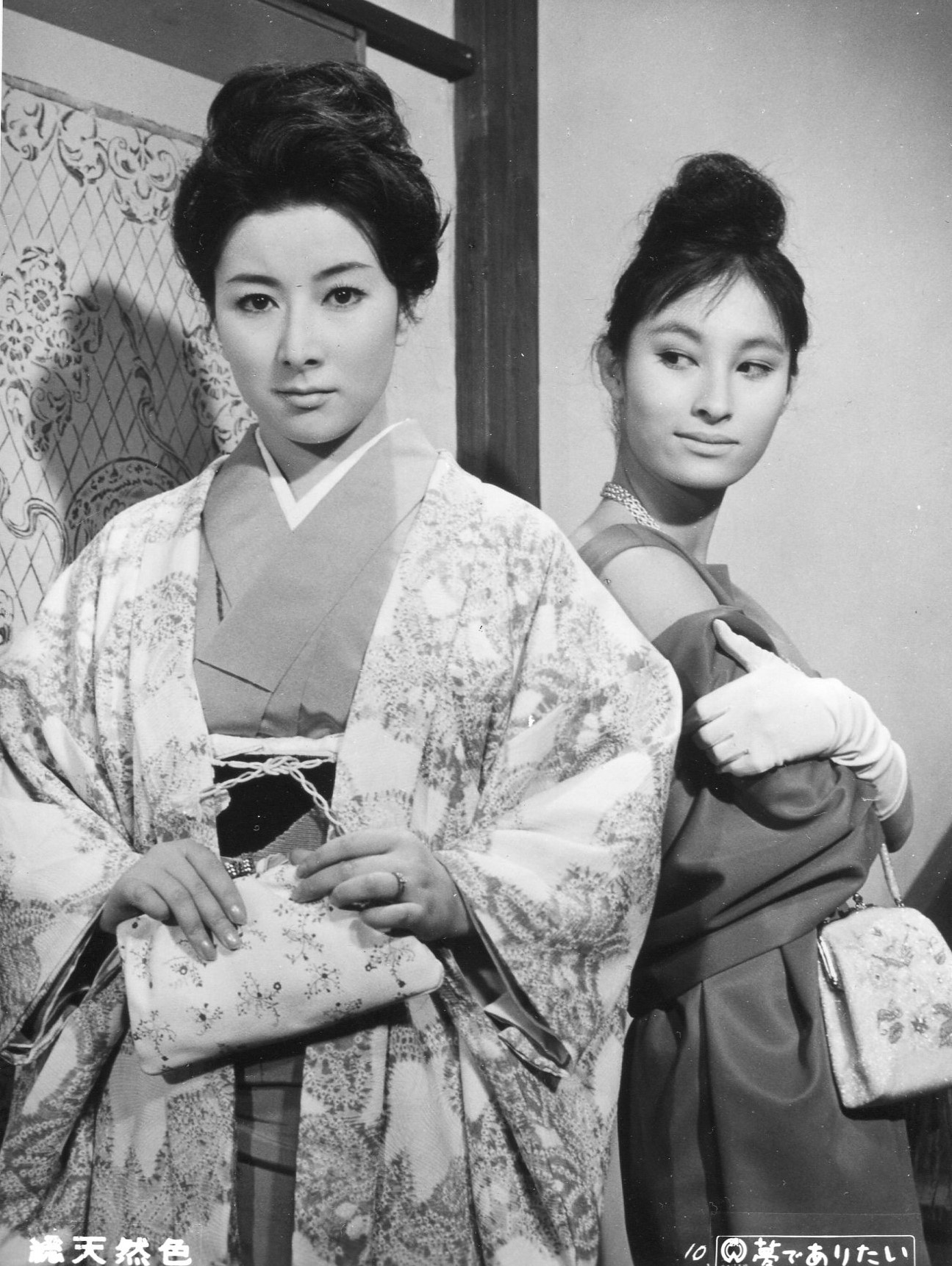
1966年の現行館竣工時に来場した江波杏子（右）

高崎市では明治30年代初頭から映画が上映され、安価な娯楽として市民に受け入れられていたが、常設館が建設されるようになったのは大正時代である。芝居小屋で芝居の公演と映画の上映を交互に行っていた広瀬保治は、1913年1月1日、「北関東の吉原」と呼ばれた花街である柳川町に、高崎市初の常設映画館として電気館を開館させた。当初は東京の福宝堂のみから配給を受け、やがて福宝堂など4企業が合同した日活の専門館となった。
電気館での映画上映は連日立ち見が出るほど好評を博し、近隣には世界館（藤守座の後継で1918年映画館化、後の第二大和館、その後のオリオン座）、富士館（1921年開館、後の帝国館、その後の銀星座）、高崎劇場（1920年劇場として開館、1938年に映画館化して東宝映画劇場）などの常設映画館が相次いで開館した。
当時は「映画」ではなく「活動写真」と呼ばれており、サイレント映画に活動弁士がセリフを付け、三味線や小太鼓などの楽隊が音楽を付けた。1階席は木製の長椅子が並べられた土間、2階席は座敷であり、休憩時間にはせんべいやキャラメルの売り子が客席を回った。1階席の最後部には巡査席が設けられた。電気館の向かいには柳湯という銭湯があり、電気館周辺は憩いの場になっていた上に、花街である柳川町のシンボル的存在だった。
開館から4年後の1917年には資本金10万円で株式会社に形態を変更した。1927年に日本初のトーキー映画が製作されてからも、電気館ではサイレント映画とトーキー映画が同時に上映されていた。大河内伝次郎、阪東妻三郎、嵐寛寿郎、長谷川一夫、片岡千恵蔵などが出演する時代劇、猿飛佐助、霧隠才蔵、鞍馬天狗などが登場するチャンバラ映画が人気を博した。日活スターの花井蘭子は高崎市出身とされることもある。
初代の建物は木造モルタル2階建であり、1929年8月には火災で焼失したものの、すぐに再建工事を行い、同年12月には鉄筋コンクリート造3階建で再開館した。天井にはステンドグラスがはめ込まれ、観客はホール内に土足で入場できることに驚いたという。12月27日から3日間の日程で『神宮式年歳』、『浮名ざんげ』、『金四郎半生記』を上映する映画招待会が行われた。
1930年の群馬県には26館の映画館があり、高崎市には群馬県最多の5館があった。電気館の他には高盛座（八島町）、帝国館（連雀）、第二大和劇場（新紺屋町）、高崎劇場（新紺屋町）があった。高崎市の電気館のほかに、前橋市、桐生市、伊勢崎町（現伊勢崎市）、太田町（現太田市）、館林町（現館林市）、藤岡町（現藤岡市）、富岡町（現富岡市）と、群馬県内だけで実に8館もの「電気館」という名称の映画館が存在した。高盛座は昭和初期に電気館の子会社となっていたが、やがて閉館・解体されている。1939年には高崎市に歩兵第15連隊が置かれたことで、軍人の観客も多かった。
| 電気館（1929–1966） | 電気館（1929–1966） |
| ------------------- | ------------------- |
| 1階                 | 電気館（535席）     |

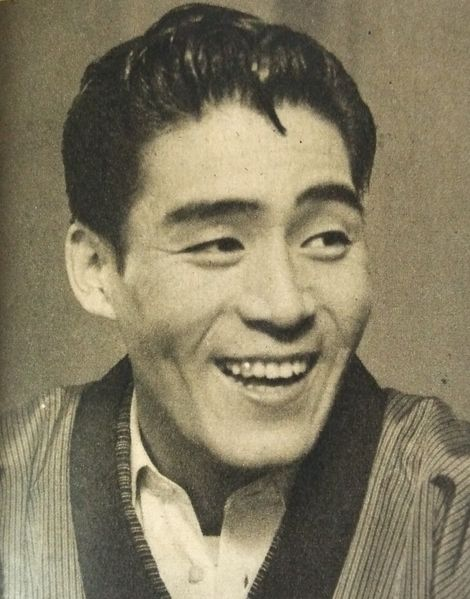
高崎電気館で『お富さん』を歌唱したことがある春日八郎

太平洋戦争時には戦災を免れており、終戦から一週間後には早くも1円10銭で『東海水滸伝』で興行を再開した。当時の座席数は535席であり、正面の通りには電気館通りという名前が付けられた。高崎市民新聞を主題とした『高崎での話』は全国上映され、高崎市内では電気館で上映された。終戦後初の正月となる1946年の正月には、高崎市内の映画館がどこも人で溢れたという。1946年4月時点の封切映画の入場料は、邦画が2円50銭・洋画が4円50銭だったが、同年9月には邦画と洋画の入場料が同額となった。その後も徐々に値上げが行われ、終戦3年後の1948年には封切映画の入場料が25円となったが、映画館の観客数は右肩上がりだった。1950年の群馬県には47館の映画館があり、自治体別では桐生市（6館）、高崎市・前橋市（5館）の順だった。高崎市には電気館のほかに、高崎松竹映画劇場、国際座、高崎東宝映画劇場、高崎銀星座があった。

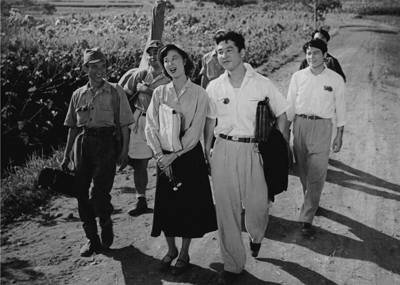
群馬交響楽団を題材としており定期的に上映されている『ここに泉あり』（1955年）

1954年には春日八郎が「お富さん」を歌った歌謡ショーが開催された。1954年10月時点で群馬県には73館（全国26位、うち仮設館12館）の映画館があり、1館あたりの人口は20,000-25,000人だった。館数の多い自治体は高崎市・前橋市・桐生市（いずれも6館）、太田市・渋川市（いずれも4館）、伊勢崎市（3館）の順である。高崎市内には電気館を含めて6館あり、6館すべてが500席-650席の座席数を持っていた。開館時期の古い順に松竹映画劇場（1943年）、高崎国際映画劇場（1950年）、メトロ劇場（1950年）、高崎東宝映画劇場（1951年）、高崎銀星座（1952年）である。1955年頃には全面改装を行った。
1966年12月には鉄筋コンクリート造地下1階・地上4階の現在の建物を新築。群馬県唯一の大映の直営館として、高崎大映電気館に名称を変更した。座席数は473席に縮小されたが、高い天井高やスタジアム形式の座席の配置などが話題となった。移転時の開館公演は勝新太郎主演の『酔いどれ波止場』と田宮二郎主演の『出獄の盃』の二本立てであり、江波杏子や宇津井健らが記念式典に来場している。ビルの1階には小料理屋などのテナントが、地階にはダンスホールのあるキャバレーが入居した。『ガメラ』シリーズ（1965年-）や『大魔神』シリーズ（1966年）などは子どもたちに特に人気を博し、深夜から客が並んだという。
1971年には大映が倒産したため松竹の専属館となり、高崎松竹電気館に名称を変更した。経営は東日本松竹興行が担っていたが、映画人気の低迷から客数が伸び悩んだ。1989年に松竹が映画興行から撤退すると、創業者の息子で二代目の広瀬正和は名称を高崎電気館に戻し、洋画専門館として運営した。1階には100席の小ホール（1994年から『電気館2』）を新設し、B級洋画や邦画のムーヴオーバー作品を上映。映画人気の低迷などの理由に加えて、2000年には広瀬正和の健康状態が悪化したために休館となり、2001年には閉館となった。広瀬正和は2004年に死去した。
| 高崎電気館（1966–2001） | 高崎電気館（1966–2001） |
| ----------------------- | ----------------------- |
| 2階                     | 電気館1（473席）        |
| 1階                     | 電気館2（100席）        |

### 閉館後（2001–2014）

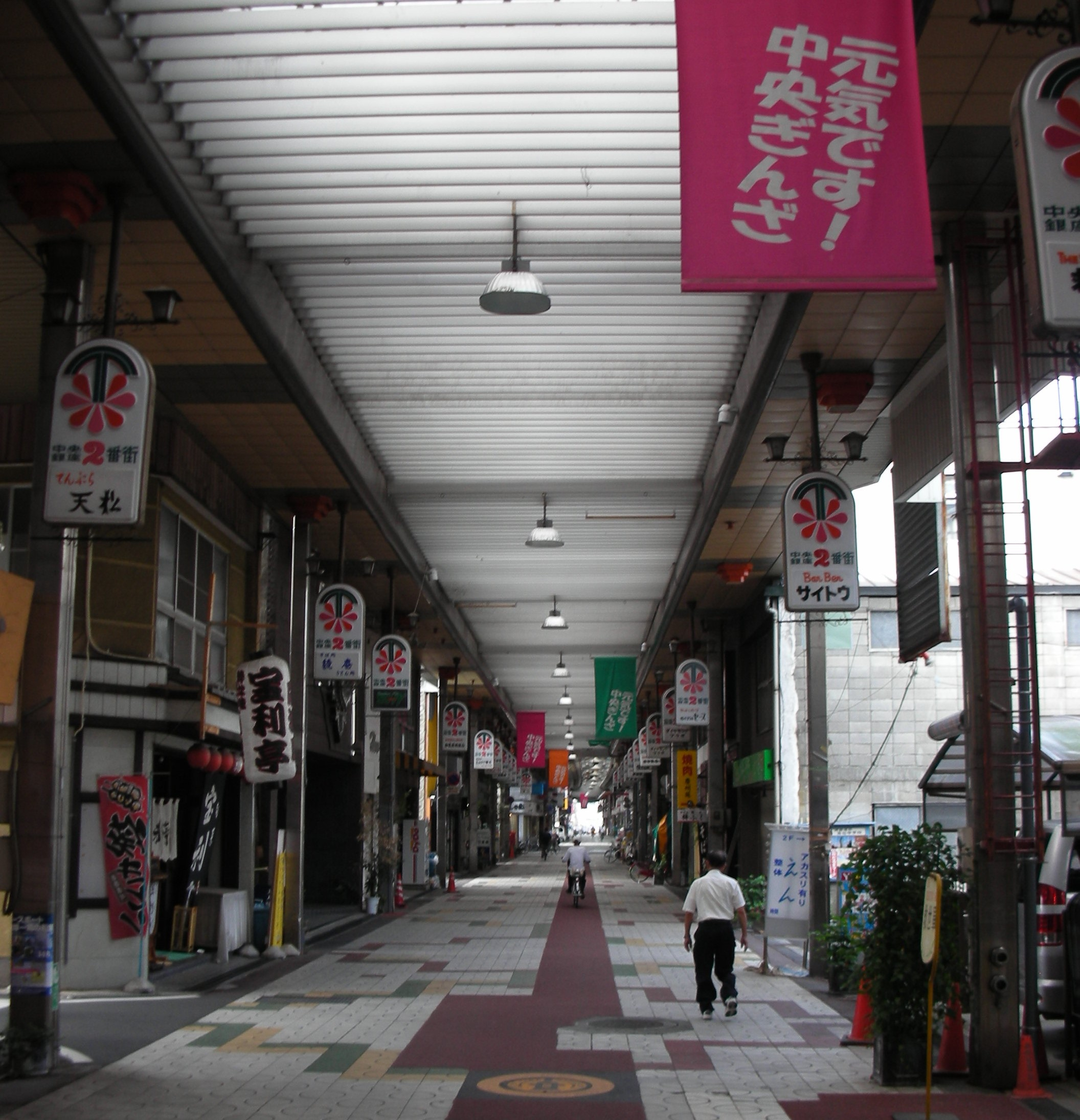
近隣にある中央銀座商店街

2001年の閉館後にも、広瀬正和の妻である広瀬公子が定期的に清掃や空気の入れ替えなどの管理を行った。映画製作者が映画のロケで訪れた際や、市民団体が館内を見学した際には、施設の保存状態の良さに驚いたという。2013年9月には高崎映画祭の協力も得て、電気館復活祭が開催された。この際には群馬交響楽団を主題とする『ここに泉あり』、短編『高崎での話』、山田洋次監督作『息子』という高崎市に関連する3本の作品の上映会、活動弁士である山崎バニラによる活弁会、映画ロケ風景の写真展示会などが行われた。
2014年2月には竹永典弘監督の映画『振り子』のロケの一部が高崎電気館で行われ、主演2人が出会う場面やデートの場面が撮影された。

### 高崎市地域活性化センター（2014–）
| 高崎市地域活性化センター | 高崎市地域活性化センター | 高崎市地域活性化センター |
| ------------------------ | ------------------------ | ------------------------ |
| 2階                      | 映画館（256席）          | 映画館（256席）          |
| 1階                      | 集会室                   | 研修室（70席）           |

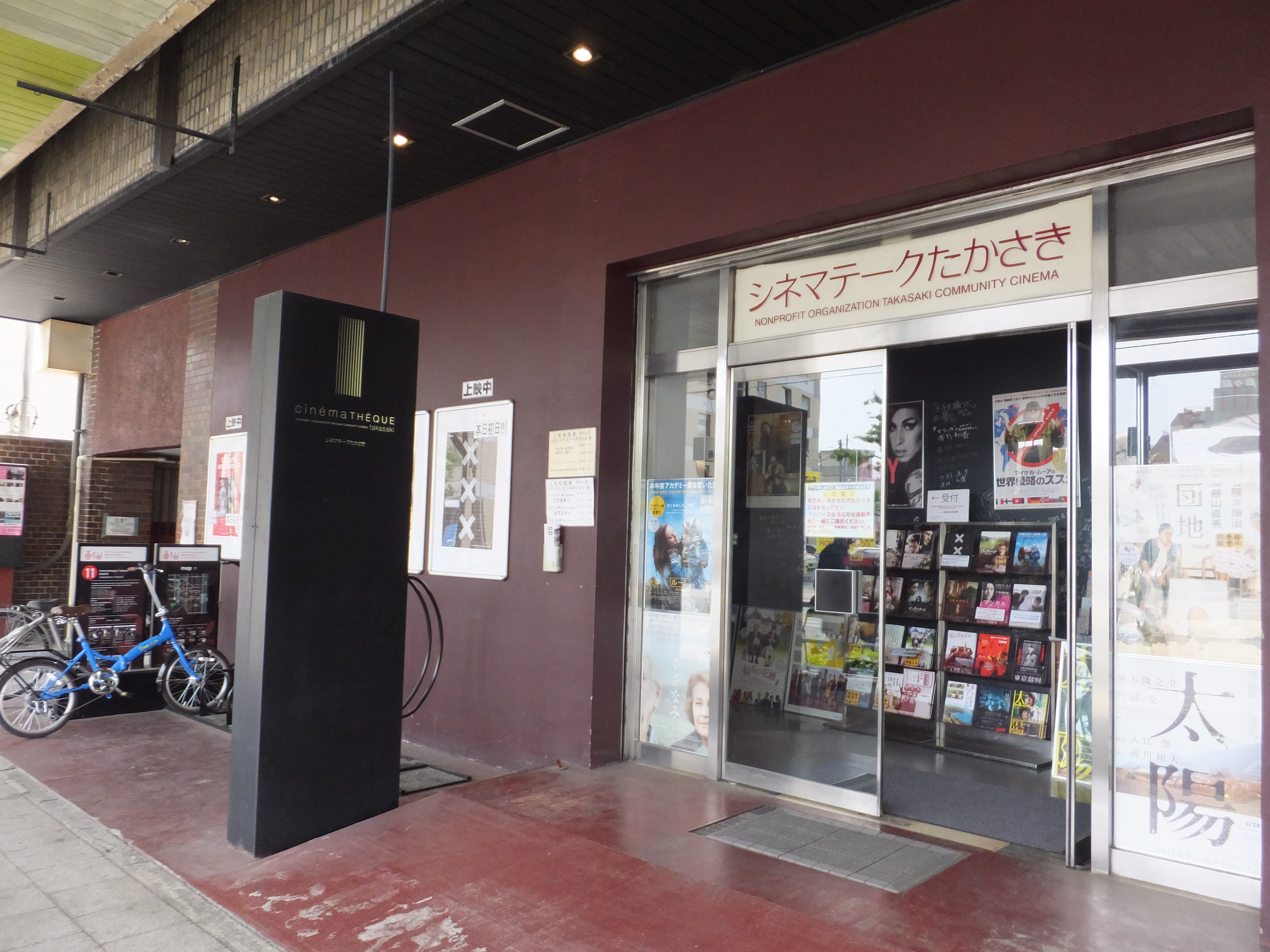
同じ運営元のシネマテークたかさき

2014年には広瀬公子が高崎市に建物を寄贈。高崎市は柱の増築や壁の新設などの耐震工事を行った後、10月3日に文化活動拠点高崎市地域活性化センターとして再開館した。同日には開館を記念して『ここに泉あり』を無料上映している。
小ホールがあった1階は集会室と研修室、大ホールがあった2階は1966年の状態そのままに映画館として使用されており、映画館の運営はシネマテークたかさきを運営するNPO法人コミュニティシネマたかさきが行っている。2台の映写機のうち1台を修理して再利用し、もう1台はロビーに展示している。ホール内の座席カバーは休館前と同じであり、現存しない企業の広告などが印刷されている。『ここに泉あり』や『男はつらいよ』シリーズなど、邦画の旧作を中心に上映活動を行っている。

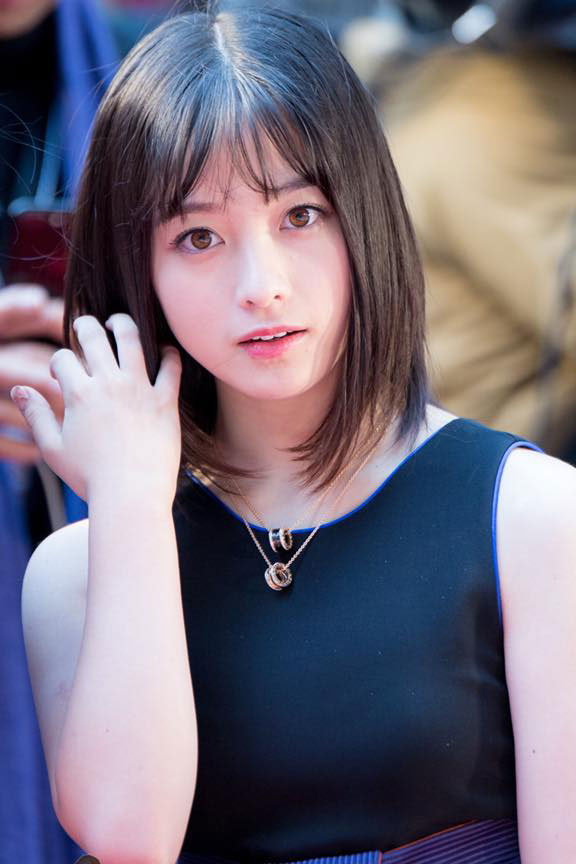
『セーラー服と機関銃 -卒業-』の舞台挨拶で来館した橋本環奈

2015年2月には高崎映画祭のプレ映画祭として、『昭和枯れすすき』や『赤いハンカチ』など4作品を上映する「昭和歌謡映画特選」が行われた。2015年4月には再開館後初の新作映画として『振り子』の上映が行われた。2015年12月には前橋市出身の小栗康平監督の全作品（『泥の河』、『伽倻子のために』、『死の棘』、『眠る男』、『埋もれ木』）上映会が行われた。4月25日から5月15日には市川雷蔵映画祭を行い、かなりの観客を集めた。5月24日には高崎市主催で「高崎電気館祭」が行われ、子供映画上映会（『映画かいけつゾロリ まもるぜ!きょうりゅうのたまご』と『マダガスカル3』）、チンドン屋の公演などが行われた。12月5日・6日には再び「高崎電気館祭」が開催され、『ハローキティのはじめてのクリスマスケーキ』、『ポーラー・エクスプレス』という子供映画2本が上映された。
2015年夏には『セーラー服と機関銃 -卒業-』の撮影が高崎市内を中心に行われ、高崎映画館もロケの一部に使用された。2016年2月6日にはこの作品の舞台挨拶兼試写会が行われ、前田弘二監督や主演の橋本環奈が高崎電気館に来訪した。2月14日には映画監督の山田洋次を招いて映画上映会を開催した。
2月27日には「ぐんま学生映像まつり」が開催され、群馬県内の学生が制作した映画作品の上映や舞台挨拶などが行われた。3月6日には『道しるべ』の舞台挨拶が行われ、田中じゅうこう監督や群馬県出身の金谷ヒデユキなどが来訪した。4月16日から24日には音楽ドキュメンタリー特集上映が行われた。6月4日と5日には、同年4月に発生した熊本地震被災者支援の為のチャリティー上映会として、熊本県出身の行定勲が手掛けた短編映画『うつくしいひと』が上映された。同地震関連のチャリティー上映会は2017年1月22日『アリエル王子と監視人』でも行われ、この時は同作主演の伊澤恵美子が来館した。

## 文献

### 統計など
- 内外映画事業調査研究所 (1930), 日本映画事業総覧 第4囘（昭和5年版）, 国際映画通信社
- 映画年鑑 1950年版, 時事通信社, (1949)
- 映画年鑑 1953年版別冊 全国映画館総覧, 時事通信社, (1953)
- 映画年鑑 1954年版別冊 全国映画館総覧, 時事通信社, (1954)
- 映画年鑑 1955年版別冊 全国映画館総覧, 時事通信社, (1955)
- 映画年鑑 1966年版別冊 映画便覧, 時事通信社, (1966)
- 映画年鑑 1968年版別冊 映画便覧, 時事通信社, (1968)
- 映画年鑑 2000年版別冊 映画館名簿, 時事映画通信社, (1999)

### その他
- 黒頭巾 (1927), 五十年後の高崎映画界 誇大妄想狂の夢, 高崎映画研究会
- 高崎市市史編さん委員会 (2004), 新編高崎市史通史編4 近代・現代, 高崎市
- はせちゅう (2002), 柳川町花街物語, 文芸社, ISBN 9784835538518